# ZH1 (駆逐艦)
ZH1はドイツ海軍の駆逐艦。元はオランダ海軍のティエルク・ヒッデス級駆逐艦「ゲラルト・カレンブルク (Hr.Ms. Gerard Callenburgh)」で、鹵獲後に就役させたものである。

## 艦歴
「ゲラルト・カレンブルク」は1938年10月12日にRDMロッテルダムにて起工され、1939年10月12日に進水したが、1940年5月10日、侵攻してきたドイツ軍の手に渡らないように自沈させられた。ドイツ海軍はこれを引き揚げてハンブルクへ運び、1942年10月11日に就役させた。
就役後はバルト海で実験用艦艇として使用されていた。1943年4月11日にデンマーク船と衝突。1943年11月にフランスに進出し、封鎖突破船「オゾルノ」や日本の潜水艦「伊29」の護衛などを行った。1944年6月8日、ノルマンディー上陸作戦の開始を受けて駆逐艦「Z32」、「Z24」、水雷艇「T24」と共にブレストを出撃しシェルブールへ向かったが、それを察知し攻撃に向かってきた連合国軍駆逐艦部隊に9日の1時過ぎに発見され戦闘に入った。「ZH1」は機関部への被弾により航行不能となった後、英駆逐艦「アシャンティ」の放った魚雷1本が命中、2時40分に自沈させられた。生存者は168名で、艦長を含む39名が戦死した。沈没位置は北緯48度52分西経4度28分。なお、この海戦では「Z32」も沈んでいる。

## 要目
- 基準排水量：1,629トン
- 全長：107メートル
- 速力：37.5ノット
- 乗員：230名
- 兵装：12cm連装砲2基、単装1基、魚雷発射管8門など